# Dylan Duventru
Dylan Ludovic Duventru-Huret (Troyes, 3 gennaio 1989) è un calciatore francese, centrocampista del Bellevue Nantes.

## Carriera

### Club
Duventru è un prodotto del Centre de Formation de Paris, una scuola calcio di Parigi aperta a chi ha meno di 19 anni. Qui ha giocato insieme a suo fratello maggiore, Willy. In seguito, è stato acquistato dal Sochaux, che lo ha inserito nel suo settore giovanile. Durante la sua militanza nel club della Franca Contea, con la nazionale francese Under-19 ha vinto la Coppa Gambardella nel 2007. Nella stagione 2007-2008, Duventru ha giocato con la squadra di riserve nel Championnat de France amateur, collezionando cinque presenze. La stagione successiva, ha giocato 21 partite, segnando tre reti.
Nel 2009, Duventru ha firmato un contratto con i portoghesi del Marítimo. Inizialmente, ha giocato nel Marítimo "B" in Terceira Divisão, più tardi, è stato convocato in prima squadra, e ha fatto il suo esordio in campionato il 2 maggio 2010 contro il Vitória Setúbal. Questa è stata la sua unica presenza durante quella stagione.
Il 12 luglio 2018, Duventru ha firmato un contratto annuale con gli azeri dello Zirə.
Il 15 giugno 2019, Duventru si è accasato al Səbail.
Il 7 agosto 2019, viene acquistato dai ciprioti dell'Olympiakos Nicosia.

### Nazionale
Ha giocato nelle nazionali giovanili francesi Under-18 ed Under-19.

## Statistiche

### Presenze e reti nei club
Statistiche aggiornate al 12 maggio 2021.
| Stagione             | Squadra              | Campionato           | Campionato | Campionato | Coppe nazionali | Coppe nazionali | Coppe nazionali | Coppe continentali | Coppe continentali | Coppe continentali | Altre coppe | Altre coppe | Altre coppe | Totale | Totale |
| Stagione             | Squadra              | Comp                 | Pres       | Reti       | Comp            | Pres            | Reti            | Comp               | Pres               | Reti               | Comp        | Pres        | Reti        | Pres   | Reti   |
| -------------------- | -------------------- | -------------------- | ---------- | ---------- | --------------- | --------------- | --------------- | ------------------ | ------------------ | ------------------ | ----------- | ----------- | ----------- | ------ | ------ |
| 2009-2010            | Marítimo             | PL                   | 1          | 0          | CP+CdL          | 0               | 0               |                    | -                  | -                  |             | -           | -           | 1      | 0      |
| 2010-2011            | Marítimo             | PL                   | 1          | 0          | CP+CdL          | 0+1             | 0               | UEL                | 1                  | 0                  |             | -           | -           | 3      | 0      |
| Totale Marítimo      | Totale Marítimo      | Totale Marítimo      | 2          | 0          |                 | 1               | 0               |                    | 1                  | 0                  |             | -           | -           | 4      | 0      |
| 2012-2013            | Compiègne            | CFA                  | 23         | 3          | CF              | 1               | 0               |                    | -                  | -                  |             | -           | -           | 24     | 3      |
| 2013-2014            | Mantes               | CFA                  | 16         | 1          |                 | -               | -               |                    | -                  | -                  |             | -           | -           | 16     | 1      |
| 2014-2015            | Mantes               | CFA                  | 16         | 1          |                 | -               | -               |                    | -                  | -                  |             | -           | -           | 16     | 1      |
| 2015-2016            | Mantes               | CFA                  | 29         | 5          | CF              | 3               | 0               |                    | -                  | -                  |             | -           | -           | 32     | 5      |
| Totale Mantes        | Totale Mantes        | Totale Mantes        | 61         | 7          |                 | 3               | 0               |                    | -                  | -                  |             | -           | -           | 64     | 7      |
| 2016-2017            | Alkī Oroklini        | B                    | ?          | ?          | CC              | 0               | 0               |                    | -                  | -                  |             | -           | -           | ?      | ?      |
| 2017-2018            | Alkī Oroklini        | A                    | 35         | 2          | CC              | 0               | 0               |                    | -                  | -                  |             | -           | -           | 35     | 2      |
| Totale Alkī Oroklini | Totale Alkī Oroklini | Totale Alkī Oroklini | 35+        | 2+         |                 | -               | -               |                    | -                  | -                  |             | -           | -           | 35+    | 2+     |
| 2018-2019            | Zirə                 | PL                   | 20         | 1          | CA              | 4               | 0               |                    | -                  | -                  |             | -           | -           | 24     | 1      |
| lug.-ago. 2019       | Səbail               | PL                   | 0          | 0          | CA              | -               | -               | UEL                | 2                  | 1                  |             | -           | -           | 2      | 1      |
| ago. 2019-2020       | Olympiakos Nicosia   | A                    | 20         | 4          | CC              | -               | -               |                    | -                  | -                  |             | -           | -           | 20     | 4      |
| gen.-giu. 2021       | Nea Salamis          | A                    | 17         | 0          | CC              | 2               | 0               |                    | -                  | -                  |             | -           | -           | 19     | 0      |
| Totale carriera      | Totale carriera      | Totale carriera      | 178+       | 17+        |                 | 11              | 0               |                    | 3                  | 1                  |             | -           | -           | 192+   | 18+    |

## Palmarès

### Club

#### Competizioni nazionali
- B' Katīgoria: 1

Alkī Oroklini: 2016-2017